# Behrn Arena
A Behrn Arena korábbi nevén: Eyravallen egy labdarúgó-stadion Örebroban, Svédországban. A stadion 1923-ban épült, maximális befogadóképessége 12 300 fő.
Az 1958-as labdarúgó-világbajnokság egyik helyszíne volt, egy csoportmérkőzést rendeztek itt. 

## Események

### 1958-as világbajnokság
| Dátum       | Időpont UTC+1 | Pályaválasztó | Eredmény | Vendég | Forduló    | Nézők  |
| ----------- | ------------- | ------------- | -------- | ------ | ---------- | ------ |
| 1958.06.08. | 19.00         | Franciaország | 2–1      | Skócia | 2. csoport | 13 554 |